# بخش بارسنس، شهرستان پاپ، مینه سوتا
بخش بارسنس (به انگلیسی: Barsness Township) یک منطقهٔ مسکونی در ایالات متحده آمریکا است که در شهرستان پوپ، مینه‌سوتا واقع شده‌است.
 بخش بارسنس ۹۱٫۴ کیلومتر مربع مساحت و ۱۳۸ نفر جمعیت دارد و ۳۷۴ متر بالاتر از سطح دریا واقع شده‌است.